# Данило Краљице
Данило Краљице је насељено мјесто у Далмацији. Припада граду Шибенику, у Шибенско-книнској жупанији, Република Хрватска.

## Географија
Данило Краљице се налази око 22 км источно од Шибеника.

## Становништво
Према попису становништва из 2011. године, насеље Данило Краљице је имало 104 становника.
| Демографија | Демографија | Демографија |
| Година      | Становника  | Становника  |
| ----------- | ----------- | ----------- |
| 1971.       | 315         |             |
| 1981.       | 249         |             |
| 1991.       | 182         |             |
| 2001.       | 128         |             |
| 2011.       |             | 104         |

Напомена: Насеље се до 1971. године исказивало као Краљице.